# Eleições estaduais na Bahia em 1958
As eleições estaduais na Bahia em 1958 ocorreram em 3 de outubro como parte das eleições gerais no Distrito Federal, em 20 estados e nos territórios federais do Acre, Amapá, Rondônia e Roraima. Na Bahia foram eleitos o governador Juracy Magalhães, o vice-governador Orlando Moscoso e o senador Otávio Mangabeira, além de 27 deputados federais e 60 deputados estaduais.
Nascido em Fortaleza, o governador Juracy Magalhães sentou praça no 23º Batalhão de Caçadores e depois migrou para a Escola Militar do Realengo. Partícipe do Tenentismo e da Revolução de 1930, tornou-se interventor na Bahia no ano seguinte e em 1935 foi eleito governador por via indireta, mas deixou o cargo com a implantação do Estado Novo. Reintegrado ao Exército Brasileiro, esteve no Recife, no Rio de Janeiro e em Fort Leavenworth nos Estados Unidos, onde fez um curso durante a Segunda Guerra Mundial. Eleito deputado federal via UDN em 1945, perdeu o governo baiano em 1950 para Régis Pacheco e em 1954 foi eleito senador, mandato ao qual renunciou para assumir o Palácio da Aclamação, sendo substituído por Ovídio Teixeira.
Este ano o médico Orlando Moscoso tornou-se o primeiro vice-governador eleito na história da Bahia desde o fim da Era Vargas. Nascido em Salvador e diplomado na Universidade Federal da Bahia, participou na Força Expedicionária Brasileira e dirigiu a Legião Brasileira de Assistência. Sua vitória só foi possível graças ao mecanismo da eleição em separado para vice-governador, pois Rômulo de Almeida era o candidato na chapa de Juracy Magalhães. Filiado ao PR, Moscoso foi eleito deputado estadual em 1954.
O senador Otávio Mangabeira foi professor da Escola Politécnica da Universidade Federal da Bahia, onde formou-se em Engenharia Civil, Ciências Físicas e Matemáticas. Membro da Academia Brasileira de Letras, fez carreira política durante a República Velha como vereador em Salvador e deputado federal. Irmão de João Mangabeira, foi titular do Ministério das Relações Exteriores no governo Washington Luís. Deposto pela Revolução de 1930, foi preso, exilado e anistiado. Com o fim do Estado Novo, foi eleito presidente nacional da UDN, deputado federal pela Bahia em 1945 e 1954, governador em 1947 e agora senador via PL. Ao morrer em 1960, foi efetivado Aloysio de Carvalho.

## Resultado da eleição para governador
Foram apurados 740.582 votos nominais.
| Candidatos a governador do estado | Candidatos a vice-governador | Número | Coligação              | Votação | Percentual |
| --------------------------------- | ---------------------------- | ------ | ---------------------- | ------- | ---------- |
| Juracy Magalhães UDN              | Ver abaixo -                 | -      | UDN (sem coligação)    | 360.746 | 48,71%     |
| José de Freitas PSD               | Ver abaixo -                 | -      | PSD, PR, PTB, PTN, PRP | 264.874 | 35,77%     |
| Vieira de Melo PDC                | Ver abaixo -                 | -      | PDC, PSP               | 114.962 | 15,52%     |

## Resultado da eleição para vice-governador
Foram apurados 642.197 votos nominais.
| Candidatos a vice-governador | Candidatos a governador do estado | Número | Coligação    | Votação | Percentual |
| ---------------------------- | --------------------------------- | ------ | ------------ | ------- | ---------- |
| Orlando Moscoso PR           | Ver acima -                       | -      | PSD, PR, PTB | 245.816 | 38,28%     |
| Rômulo de Almeida UDN        | Ver acima -                       | -      | UDN, PSB     | 243.988 | 37,99%     |
| Hélio Machado PDC            | Ver acima -                       | -      | PDC, PSP     | 152.393 | 23,73%     |

## Resultado da eleição para senador
Foram apurados 639.668 votos nominais.
| Candidatos a senador da República | Primeiro suplente de senador | Número | Coligação              | Votação | Percentual |
| --------------------------------- | ---------------------------- | ------ | ---------------------- | ------- | ---------- |
| Otávio Mangabeira PL              | Aloysio de Carvalho UDN      | -      | PL, UDN, PDC, PSB, PSP | 403.426 | 63,07%     |
| Eduardo Catalão PTB               | Salustiano de Sena PSD       | -      | PSD, PR, PTB           | 236.242 | 36,93%     |

## Deputados federais eleitos
São relacionados os candidatos eleitos com informações complementares da Câmara dos Deputados.

Representação eleita
  PSD: 10
  UDN: 9
  PR: 5
  PTB: 2
  PDC: 1

| Deputados federais eleitos | Partido | Votação | Percentual | Cidade onde nasceu     | Unidade federativa |
| Manoel Novaes              | PR      | 46.095  |            | Floresta               | Pernambuco         |
| Alaim Melo                 | UDN     | 24.874  |            | Guaratinguetá          | São Paulo          |
| Lafaiete Coutinho          | UDN     | 24.848  |            | João Pessoa            | Paraíba            |
| Hildebrando de Góis        | PSD     | 24.000  |            | Senhor do Bonfim       | Bahia              |
| Miguel Calmon              | PSD     | 23.874  |            | Salvador               | Bahia              |
| Oliveira Brito             | PSD     | 23.273  |            | Ribeira do Pombal      | Bahia              |
| Hermógenes Príncipe        | PSD     | 21.758  |            | Salvador               | Bahia              |
| Alves Macedo               | UDN     | 21.075  |            | Itabuna                | Bahia              |
| Waldir Pires               | PSD     | 20.299  |            | Acajutiba              | Bahia              |
| Clemens Sampaio            | PTB     | 19.843  |            | Amargosa               | Bahia              |
| Antônio Carlos Magalhães   | UDN     | 18.446  |            | Salvador               | Bahia              |
| Hélio Cabal                | PSD     | 17.850  |            | Salvador               | Bahia              |
| Edgar Pereira              | PSD     | 17.565  |            | Saúde                  | Bahia              |
| Antônio Fraga              | PR      | 16.777  |            | Santo Antônio de Jesus | Bahia              |
| Hélio Ramos                | PR      | 16.356  |            | Recife                 | Pernambuco         |
| Régis Pacheco              | PSD     | 16.213  |            | Salvador               | Bahia              |
| Raimundo Brito             | PR      | 16.008  |            | Salvador               | Bahia              |
| Aloysio de Castro          | PSD     | 15.972  |            | Salvador               | Bahia              |
| Teódulo Albuquerque        | PR      | 15.658  |            | Pilão Arcado           | Bahia              |
| Rui Santos                 | UDN     | 15.374  |            | Casa Nova              | Bahia              |
| Luís Viana Filho           | UDN     | 15.286  |            | Paris                  | França             |
| Osvaldo Ribeiro            | PSD     | 15.045  |            | São Gonçalo dos Campos | Bahia              |
| Edvaldo Flores             | UDN     | 14.007  |            | Vitória da Conquista   | Bahia              |
| Vasco Filho                | UDN     | 13.343  |            | Pitangui               | Minas Gerais       |
| João Mendes                | UDN     | 13.273  |            | Feira de Santana       | Bahia              |
| Hélio Machado              | PDC     | 10.519  |            | Salvador               | Bahia              |
| Fernando Santana           | PTB     | 9.154   |            | Irará                  | Bahia              |

## Deputados estaduais eleitos
Estavam em jogo 60 cadeiras na Assembleia Legislativa da Bahia.

Representação eleita
  PSD: 19
  UDN: 12
  PR: 10
  PTB: 4
  PL: 3
  PDC: 3
  PTN: 3
  PSP: 2
  PRP: 2
  PST: 2

Fonteː
| Deputados estaduais eleitos por ordem alfabética | Partido | Votação | Percentual | Cidade onde nasceu     | Unidade federativa |
| Abelardo Veloso                                  | PSD     | 6.372   |            | Salvador               | Bahia              |
| Accioly Vieira                                   | UDN     | 5.905   |            | Cícero Dantas          | Bahia              |
| Adenor Souza Soares                              | PSP     | 3.241   |            | Feira de Santana       | Bahia              |
| Agostinho Cardoso Pinheiro                       | PL      | 4.926   |            | Porto Seguro           | Bahia              |
| Aluísio da Costa Short                           | UDN     | 6.543   |            | Salvador               | Bahia              |
| André Negreiros Falcão                           | PSD     | 5.622   |            | Queimadas              | Bahia              |
| Antônio Brito da Silva                           | PSD     | 9.030   |            | Ribeira do Amparo      | Bahia              |
| Antônio da Silva Fernandes                       | PSD     | 7.350   |            | Caculé                 | Bahia              |
| Arnaldo Rodrigues da Silveira                    | PTB     | 3.867   |            | Salvador               | Bahia              |
| Arthur Leite da Silveira                         | PSD     | 5.588   |            | Barra                  | Bahia              |
| Clério Correia de Melo                           | PR      | 4.397   |            | Macarani               | Bahia              |
| Clodoaldo de Oliveira Campos                     | PSD     | 5.596   |            | Irará                  | Bahia              |
| Christovam Colombo Maia Sampaio                  | PTB     | 3.752   |            | Salvador               | Bahia              |
| Djalma Alves Bessa                               | PSD     | 6.860   |            | Xique-Xique            | Bahia              |
| Edgard dos Passos Marques                        | PDC     | 4.084   |            | Camaçari               | Bahia              |
| Ediney Cavalcanti Batista                        | UDN     | 5.635   |            | Cristinápolis          | Sergipe            |
| Edvaldo Valois Coutinho                          | PSD     | 7.949   |            | Jacobina               | Bahia              |
| Ênio Mendes de Carvalho                          | PR      | 5.290   |            | Esplanada              | Bahia              |
| Edvaldo Brandão Correia                          | PSD     | 5.927   |            | Cachoeira              | Bahia              |
| Fernando Wilson Magalhães                        | PSD     | 7.780   |            | Conceição do Almeida   | Bahia              |
| Francisco Moitinho Dourado                       | PSD     | 5.433   |            | Irecê                  | Bahia              |
| Francisco Rocha Pires                            | PR      | 6.407   |            | Jacobina               | Bahia              |
| Gastão Octávio Lacerda Pedreira                  | PR      | 5.000   |            | Salvador               | Bahia              |
| Hamilton Saback Cohim                            | PSD     | 7.920   |            | Feira de Santana       | Bahia              |
| Henrique Lima Santos                             | PSD     | 5.409   |            | Ipirá                  | Bahia              |
| Heraldo de Andrade Guerra                        | PR      | 5.073   |            | Cruz das Almas         | Bahia              |
| Herval Soledade                                  | PTB     | 4.937   |            | Salvador               | Bahia              |
| Honorato Viana de Castro                         | UDN     | 7.872   |            | Casa Nova              | Bahia              |
| Horiosvaldo Bispo dos Santos                     | PRP     | 2.457   |            | Juazeiro               | Bahia              |
| João Bião de Cerqueira e Souza                   | PSD     | 5.879   |            | São Francisco do Conde | Bahia              |
| João Borges de Figueiredo                        | PL      | 5.025   |            | Macaúbas               | Bahia              |
| João Carlos Tourinho Dantas                      | UDN     | 6.506   |            | Salvador               | Bahia              |
| Joel Muniz Ferreira                              | UDN     | 6.585   |            | Salvador               | Bahia              |
| Josafá Paranhos de Azevedo                       | PTN     | 3.484   |            | Alagoinhas             | Bahia              |
| José Adelmário Pinheiro                          | PR      | 4.720   |            | Pojuca                 | Bahia              |
| José Cândido de Carvalho Filho                   | UDN     | 4.727   |            | Boa Viagem             | Ceará              |
| José Carlos Facó                                 | UDN     | 4.497   |            | Beberibe               | Ceará              |
| José Francisco de Sá Teles                       | PTN     | 3.797   |            | Seabra                 | Bahia              |
| José Medrado Vaz Santos                          | PR      | 5.874   |            | Macaúbas               | Bahia              |
| Juarez de Sousa                                  | PSD     | 5.629   |            | Barreiras              | Bahia              |
| Juracy Magalhães Júnior                          | UDN     | 9.168   |            | Salvador               | Bahia              |
| Luciano Moura Soares                             | PSP     | 2.821   |            | Senhor do Bonfim       | Bahia              |
| Luiz Paulo Athayde                               | PST     | 2.963   |            | Salvador               | Bahia              |
| Menandro José Minahim                            | PDC     | 4.355   |            | Salvador               | Bahia              |
| Murillo Cavalcanti                               | PSD     | 5.982   |            | Rio das Pedras         | Bahia              |
| Nelson David Ribeiro                             | PSD     | 9.017   |            | Camamu                 | Bahia              |
| Newton Pinto de Araújo                           | PL      | 4.838   |            | Santo Antônio de Jesus | Bahia              |
| Orlando Ferreira Spínola                         | UDN     | 6.576   |            | Salvador               | Bahia              |
| Oscar Cardoso da Silva                           | UDN     | 10.545  |            | Uauá                   | Bahia              |
| Padre José de Oliveira Bastos                    | PR      | 5.361   |            | Brotas de Macaúbas     | Bahia              |
| Padre José Luiz Palmeira                         | PST     | 2.911   |            | Rio de Janeiro         | Rio de Janeiro     |
| Pedro Manso Cabral                               | PR      | 6.240   |            | Salvador               | Bahia              |
| Raimundo Reis                                    | PSD     | 5.410   |            | Glória                 | Bahia              |
| Rosalvo Barbosa Romeo                            | PDC     | 3.400   |            | Salvador               | Bahia              |
| Theócrito Calixto da Cunha                       | PSD     | 6.597   |            | Conceição do Coité     | Bahia              |
| Vespasiano Dias                                  | PTN     | 4.029   |            | Tanhaçu                | Bahia              |
| Wandick Badaró                                   | PTB     | 3.333   |            | Ilhéus                 | Bahia              |
| Wilde de Oliveira Lima                           | PRP     | 5.641   |            | Vitória da Conquista   | Bahia              |
| Wilson Falcão                                    | UDN     | 8.415   |            | Feira de Santana       | Bahia              |
| Wilson Lins                                      | PR      | 7.636   |            | Pilão Arcado           | Bahia              |